# 千光寺山ロープウェイ
千光寺山ロープウェイ（せんこうじやまロープウェイ）は、広島県尾道市の千光寺山（大宝山）にある索道。
1957年（昭和32年）3月25日 開業。

## 概要
長江口から千光寺山頂を結んでいる。当初は観光客の利便性から尾道駅裏からの軌道敷設が計画されていたが、観光客を目論んだおのみち本通り商店街などの要望もあって、現在のルートに決定した。女性ガイドが毎回ゴンドラに乗り込んで肉声で案内する。
千光寺山自体が日本百景に選ばれるなど日本でも著名な絶景スポットで、ロープウェイからも同様に楽しめる。映画・絵葉書など尾道の風景映像によくこのロープウェイが登場する。山頂から麓にかけて千光寺や山頂展望台、日本さくら名所100選に選ばれた千光寺公園、艮神社、御袖天満宮、天寧寺、尾道市立美術館などが存在する。
現在のゴンドラは3代目で、愛称は初代・2代目と同じ「かもめ」と「さくら」。
1982年12月に導入された2代目は、2003年に当時の尾道市長の発案でそれまでの赤い車体から、公園の木々の緑に合わせたパステルグリーンに塗り替えられた。また、ゴンドラの前後には尾道市のシンポルマークが付けられ、車体名はアルファベット文字に書き換えられた。同年12月19日より通常運行が行われた。なお、この2代目の車両はは2011年1月30日午後5:15に運行を終了し、翌日から2月9日までは3代目車両への交換工事が行われた。
3代目の車両は大阪車輌工業製。一般からデザインが公募され、福岡県のフリーデザイナーによるものが採用された。車体はダークブラウンで「さくら」は山をイメージした緑色のドア、「かもめ」は海をイメージした青色のドアがつけられている。車体名はひらがなに戻っている。また、新しい客車は窓の面積が旧客車に比べ約3割大きくなっており、窓外の景色が撮影しやすくなっている。3代目車両は、2月10日、試運転、試乗会と撮影会の後、午前10時より通常運転が開始された。
2003年10月には、39年間無事故が続いたとして中国運輸局長表彰を受け、2007年3月26日に運行開始から50周年を迎えた。
2011年4月1日よりおのみちバスが運行を受託。おのみちバスとロープウェイのセット券「おのみちフリーパス」の販売も開始された。
2014年4月1日よりおのみちバスが指定管理者として引き続き管理・運営にあたることとなり、1月27日から3月7日まで2億2740万円をかけて開業以来使われていた原動機械装置を交換するなど大規模な改修が行われた。

## 路線データ
- 全長：約365m
- 高低差：約115m
- 走行方式：3線交走式
- 定員：30人
- 駅数：2駅
- 輸送能力：720人/時
- 設計：東京索道

## 運行形態
通常の営業時間は午前9：00から午後5：15まで。元旦や花見、ゴールデンウィーク、盆、花火大会等の際には運行時間が延長される場合もある。
15分毎に運行、所要時間は約3分。多客時、定員に達する毎にピストン運行する。
毎年12月には定期点検のため1週間以上の長期運休がある。
山麓駅と山頂駅のどちらも旅客用ホームは1面2線である。また、山麓駅より山頂駅方面の左側を走行するのはさくら号、右側を走行するのはかもめ号である。そのため、さくら号の乗降口は山頂方面に向かって右側、かもめ号の乗降口は左側のみについている。また、2022年4月よりかもめ号側にのみ車椅子（1台）専用昇降機が本格運用されている。

## 駅一覧
| 駅名   | 英語表記 | 累計 キロ | 接続 | 備考                                         | 所在地        | 所在地 |
| ------ | -------- | --------- | --- | -------------------------------------------- | ------------- | ------ |
| 山麓駅 | Sanroku  | 0.000     | JR西日本山陽本線尾道駅から おのみちバス・中国バス 「長江口」バス停下車すぐ 徒歩で約20分 山陽自動車道尾道インターチェンジから車で約20分、福山西インターチェンジから約15分 | 高架駅 1面2線 エレベーターと階段がある       | 広島県 尾道市 |        |
| 山頂駅 | Sanchō   | 0.361     | | 地上駅 1面2線 展望台へはエレベーターで上れる | 広島県 尾道市 |        |